# ブリギッテ・ハース
ブリギッテ・ハース（独: Brigitte Haas、ドイツ語発音: [bʁiˈɡɪtə ˈhaːs]、1964年12月27日 - ）は、リヒテンシュタインの政治家。2025年、女性としてリヒテンシュタイン史上はじめて首相に就任した。

## 経歴
シャーン出身。チューリッヒ大学で法律を学んだ。2004年から2019年までリヒテンシュタイン商工会議所副会頭、2019年8月から2025年まで同会頭を務めた。
2025年の総選挙で、祖国連合の首相候補となった。総選挙で同党が勝利すると、4月10日に首相に指名され、進歩市民党との連立政権を率いることになった。当時の首相ダニエル・リッシュは、再び首相に立候補しない意向をすでに示していた  。

## 人物
ファドゥーツ在住。フベルト・オスペルトと結婚している。